# Exocentrus specularis
Exocentrus specularis là một loài bọ cánh cứng trong họ Cerambycidae.